# Izlet
Izlet (trad. Uma Viagem) é um filme de drama produzido na Eslovênia, dirigido por Nejc Gazvoda e lançado em 2011.

## Sinopse
Ziva, Andrej e Gregor são melhores amigos desde o ensino médio. Gregor é um soldado prestes a partir para o Afeganistão e Ziva vai estudar no exterior. Andrej é o amigo dos dois que odeia tudo, incluindo ele mesmo. Os três decidem ir na mesma viagem até a costa que fizeram quando estavam na escola. Ao chegarem, ficam bêbados, Ziva e Gregor se beijam, e relação dos dois é abalada. Sem saber de nada, Andrej continua fazendo piadas de Gregor e de seus ideais militares. Até que Ziva, num acesso de raiva, destrói a barraca deles e revela um segredo que enfurece Andrej.

## Elenco
Luka Cimpric - Andrej
Jure Henigman - Gregor
Nina Rakovec- Ziva